# Jean-Luc Picard
Jean-Luc Picard je izmišljeni lik iz američke znastveno-fantastične serije Zvjezdane staze kojeg glumi Patrick Stewart. Pojavljuje se u serijalu Nova generacija, pilot epizodi Dubokog svemira 9, serijalu Zvjezdane staze: Picard te filmovima: Generacije, Prvi kontakt, Pobuna i Nemesis.
Zasigurno je jedan od najslavnijih federacijskih kapetana. Picard se uvijek držao svojih ideala, i nikad ih nije zatajio. Imao je vrlo važnu ulogu u stabilnim odnosima između Federacije i okolnih neprijateljski raspoloženih sila. Bio je velik diplomat i uvijek je sve pokušavao riješiti na miran način. Picard je stupio u prvi kontakt s 27 vrsta.

## Životopis

### Rani život
Picard je rođen 2305. godine u LaBarreu u Francuskoj kao sin Mauricea i Yvette Gessard Picard. Maurice je jako držao do tradicije, tako da se nije slagao s Picardovim odlaskom u Zvjezdanu flotu, štoviše Jean-Luc je postao prvi Picard koji je izišao iz Sunčevog sustava.

Živio je na farmi, zajedno sa svojim roditeljima i bratom Robertom. Kao dječaku, strast mu je bila izrađivati brodove u bocama. Bio je ponosan na svoje pretke. Jedan od njih se borio u bici kod Trafalgara, jedan je dobio Nobelovu nagradu, i njegovi preci su bili među prvima koji su se naselili koloniju na Marsu. Ipak, Picard se nije ponosio Javierom Maribonom Picardom, koji je nemilosrdno ugušio pobunu u Pueblu, 1692. godine.
Dok je još bio mladić, bio je u romantičnoj vezi s Janice Manheim. Iako su se oboje voljeli, Picard se bojao da će ga Janice odbiti ako ju zaprosi, pa je prekinuo vezu 2342. godine. Picard je jako dugo žalio zbog ovog poteza

## Zvjezdana Flota
Pokušaj 2322. da se upiše na Akademiju je propao, ali se godinu kasnije uspio upisati. Godinu kasnije je postao prvi prvogodišnji kadet koji je pobijedio na Akademskom maratonu na Danuli II. Najbolji prijatelji na Akademiji su mu bili Donald Varley, Cortin Zweller i Marta Batanides. Nakon što je 2327. diplomirao, Picard je s dvoje svojih prijatelja dobio kratak dopust u zvjezdanoj bazi Earhart, gdje se potukao s tri Nausikanca. Jedan od njih mu je zabio nož u srce nakon čega mu je ugrađeno umjetno srce.

### USS Stargazer
Picard je dodijeljen na Stargazer kao kontrolor leta. Imao je čin zapovjednog poručnika kada je 2333. njegov kapetan poginuo. Picard je preuzeo zapovjedništvo nad brodom, a kasnije mu je za uzorno ponašanje u opasnosti predano zapovjedništvo nad Stargazerom – tako je postao prvi najmlađi kapetan nekog Flotinog broda.

Bio je kapetan Stargazera, sve dok 2355. brod nisu skoro uništili Ferengiji, tijekom iznenadnog napada u sustavu Maxia Zeta. Stargazer je bio teško oštećen, pa je Picard upotrijebio dotad neviđeni manevar. Izveo je warp skok tako da se činilo da je brod istodobno na dva mjesta. Ferengijski brod je uništen, ali je posada morala napustiti Stargazer u kapsulama, jer je bio previše oštećen. Preživjela je posada u kapsulama tjednima plutala svemirom, dok nisu spašeni. Prema standardnoj Flotinoj proceduri, Picard je poslan na sud, kako bi opravdao gubitak Stargazera, ali je oslobođen svake krivnje. Sutkinja u procesu je bila Phillipa Louvois, s kojom je Picard prije bio u vezi. Pošto je bio oslobođen svake krivnje, Picard je prozvan maksijskim junakom, a njegov manevar Picardovim manevrom. DaiMon Bok, čiji je sin poginuo tijekom bitke, pokušao se osvetiti Picardu dva puta.

### USS Enterprise-D
Picard je dobio zapovjedništvo nad Enterpriseom 2363., godinu dana prije nego što je uveden u službu. Admiral Gregory Quinn mu je 2364. ponudio titulu admirala, što je on odbio, tvrdeći da može bolje služiti Federaciji kao kapetan broda. Godine 2365., energijski vrtlog u blizini sustava Endicor je stvorio Picarda 6 sati iz budućnosti. Picard je teško prihvatio postojanje svog duplikata, jer je vjerovao da je duplikat nekako kriv za uništenje Enterprisea, što se protivilo svim njegov idealima.

Godine 2365., morao je otići u zvjezdanu bazu 515, radi rutinske zamjene njegovog umjetnog srca. Tijekom operacije su se zbile neke komplikacije, ali je uz pomoć dr. Pulaski operacija uspješno završila.
Godine 2366., Borg je pokrenuo napad na Federaciju i uništio koloniju New Providence. Enterprise je intervenirao, ali je Borg pri tome oteo Picarda nakon čega je asimiliran i preobražen u Borgovog Locutusa (latinska riječ za onog koji progovara). Locutus je sa svojim znanjem o Federaciji pomogao uništenju flote od 39 brodova u sustavu Wolf 359. Tim s Enterprisea se ubacio u kocku i oteo Picarda, i pomoću njegove veze s kockom poslali su signal za uništenje kocke. Dr. Crusher je vratila Picardu njegov pravi izgled. Nakon toga je Enterprise poslan na popravke u postaju McKinley, a Picard je otišao posjetiti svoje rodno selo LaBarre prvi put nakon skoro 20 godina. Tamo je odsjeo u svojoj rodnoj kući kod brata Roberta, njegove žene Marie. Svog nećaka Renea je upoznao prvi put. Picard je kratko razmišljao o ideji da napusti Flotu i prihvati mjesto direktora u projektu Atlantida, ali povratak rodnom selu pomogao mu je da shvati kako zapravo pripada Enterpriseu.
Godine 2367., umirući kancelar K'Mpec je Picarda proglasio arbitrom za nasljeđe, tako da je Picard protiv svoje volje postao umiješan u klingonsku politiku. K'Mpec je odabrao krajnje neobičan izbor, izabravši Picarda, jer je htio da se nasljednik ne izabere po simpatijama, čime bi se izbjegao građanski rat. Picard je za novog kancelara trebao izabrati Durasa ili Gowrona. Pošto je Worf ubio Durasa, Gowron je postao novi kancelar.

Picardovo zapovjedništvo Enterpriseom je 2371. došlo kraju. Dok je Picard bio na Veridianu III pokušavajući spriječiti dr. Toliana Sorana da uništi sustav Veridian, Enterprise se u orbiti sukobio s grabljivicom sestara Duras. Sestre su pomoću Geordijeva vizira otkrile frekvenciju štitova i teško oštetile Enterprise. Enterprise je uništio grabljivicu, ali mu je warp jezgra bila oštećena, tako da se tanjur srušio na planet. Picard je u neksusu pronašao kapetana Kirka, za kojeg se 78 godina mislilo da je mrtav. Njih dvojica su spriječili Sorana u da ostvari svoj opaki plan, ali je pri tome poginuo Kirk.

### Zvjezdane staze: Picard
U ranim 2380-ima (kronološki nakon Zvjezdanih staza: Nemesis), Picard i Beverly Crusher bili su na odmorištu u Casperiji, gdje su začeli Jacka Crushera. Picard dobiva poziv od Flote, i ne susreće Beverly ni Jacka do 2401. godine.